# ساندرا برنهارد
ساندرا برنهارد (ولدت في 6 يونيو 1955) هي ممثلة ومغنية وكوميدية ومؤلفة أمريكية. لفتت الانتباه لأول مرة في أواخر السبعينيات من خلال الكوميديا الارتجالية ، حيث غالبًا ما كانت تنتقد ثقافة المشاهير والشخصيات السياسية.
اشتهرت ساندرا بدور نانسي بارتليت توماس في مسلسل روزان، والذي شاركت فيه بدءًا من الموسم الرابع عام 1991 وحتى إلغاء العرض في عام 1997. لعبت دور الممرضة جودي كوبراك في سلسلة الدراما (pose). احتلت المرتبة 96 في قائمة كوميدي سنترال لأفضل 100 ممثل كوميدي ارتجالي.

## وصلات خارجية
- ساندرا برنهارد على موقع IMDb (الإنجليزية)
- ساندرا برنهارد على موقع ألو سيني (الفرنسية)
- ساندرا برنهارد على موقع ميوزك برينز (الإنجليزية)
- ساندرا برنهارد على موقع أول موفي (الإنجليزية)
- ساندرا برنهارد على موقع قاعدة بيانات برودواي على الإنترنت (الإنجليزية)
- ساندرا برنهارد على موقع قاعدة بيانات الأفلام السويدية (السويدية)
- ساندرا برنهارد على موقع إن إن دي بي (الإنجليزية)
- ساندرا برنهارد على موقع ديسكوغز (الإنجليزية)
- ساندرا برنهارد على موقع قاعدة بيانات الفيلم (الإنجليزية)
- ساندرا برنهارد على موقع كينوبويسك (الروسية)